# Skraldekonflikten
Skraldekonflikten var en overenskomststridig arbejdsnedlæggelse blandt renovationsarbejderne i Aarhus, der udspillede sig over to måneder fra december 1995 til marts 1996.

## Baggrund
Konflikten begyndte 27. december 1995 efter et påbud fra Arbejdstilsynet om, at skraldemændene ved Århus Renholdningsselskab kun måtte slæbe én affaldsspand ad gangen. Påbuddet førte til, at skraldemændene nedlagde arbejdet. Der havde været flere arbejdsnedlæggelser blandt skraldemændene i tiden op til skraldekonflikten, og skraldemændene havde gennem tiden forhandlet sig til gode vilkår gennem organiseringen i KAOS, Klubben Af Organiserede Skraldemænd, som de ikke havde i sinde at opgive uden kamp.
Allerede 29. december sendte renholdningsselskabets ledelse arbejdsnedlæggelsen i Arbejdsretten. Det skabte kun yderligere konfrontation mellem parterne, at tillidsmand Louie Andersen blev afskediget på grund af hans tidligere udtalelser. Han tolkede overenskomsten sådan, at skraldemændene ikke var pligtige til at arbejde længere end 37 timer pr. ugen og ledelsen mente derfor, at han blandede sig i ledelsesretten.
Aarhus Kommune greb ind i konflikten 29. januar 1996 ved at opsige aftalen med renholdningsselskabet, der ifølge kommunen havde misligeholdt forpligtelsen til at indsamle affald. Aftalen løb ellers helt frem til 2014. Renholdningsselskabet reagerede ved 31. januar at opsige de strejkende skraldemænd for i stedet at ansætte nye medarbejdere, så affaldsindsamlingen kunne genoptages. Der var flere blokader, fortsatte konfrontationer og mængder af skrald i gaderne. I februar ansatte Århus Kommune mange af skraldemændene og tilbageholdt samtidig betalingen til Århus Renholdningsselskab.
6. marts 1996 blev der indgået en fredsaftale mellem parterne. Den betød, at opgaven med at samle affald ind blev delt mellem parterne. 6. april 1996 afgjorde en voldgiftsret, at Århus Renholdningsselskab fortsat havde eneret på indsamlingen af affald i Århus. Flere skraldemænd blev genansat og århusianerne fik atter indsamlet deres affald.

## Efterspil
I juni 1997 kommer det frem via regnskabet for Århus Renholdningsselskab, at konflikten har kostet selskabet 29 millioner kroner. Revisoren ville ikke genkende dele af regnskabet, da det ikke kunne verificeres om omkostningerne reelt skyldes konflikten. Egentlig skulle selskabet betale udgifterne, men kommunen undlod at føre en retssag, som ville blive kostbar for kommunen.
Århus Renholdningsselskab og Århus Kommune indgik i 1999 en aftale, der betød, at indsamlingen af affald i Aarhus gradvist skulle overgå til andre operatører. Selskabet, der oprindeligt hed Århus Renholdningsselskab, har siden taget navneforandring til Aarhus MiljøCenter, som i dag er en forbrugerpolitisk organisation.